# Flint Institute of Arts
Flint Institute of Arts – muzeum sztuki mieszczące się w Flint Cultural Center w Flint w stanie Michigan (Stany Zjednoczone). Jest drugim co do wielkości muzeum sztuki w Michigan, oferuje wystawy, programy interpretacyjne, projekcje filmowe, koncerty, wykłady, imprezy rodzinne i programy edukacyjne. Jest odwiedzane przez ponad 160 000 osób rocznie. Kolekcja obejmuje dzieła sztuki amerykańskiej, europejskiej, indiańskiej, afrykańskiej i azjatyckiej, w tym obrazy, rzeźby, grafiki, rysunki i sztukę dekoracyjną.